# Mario Valcarce
Mario Alejandro Valcarce Durán (Valparaíso, 28 de octubre de 1949) es un ingeniero comercial, académico y empresario chileno, ex gerente general del holding eléctrico Enersis y expresidente de la generadora Endesa Chile.
Estudió en el Colegio de los Sagrados Corazones de su ciudad natal y, posteriormente, ingeniería comercial con mención en administración en la Pontificia Universidad Católica de Valparaíso (UCV), entre 1968 y 1973. De dicha carrera egresó con el premio al mejor titulado del año (1974).
En lo que fue su ingreso al grupo, entre 1980 y 1981 se desempeñó como coordinador de la superintendencia de administración financiera de Chilectra. Entre 1981 y 1986 fue jefe de la división de finanzas de Chilgener.
Entre 1987 y 1991 trabajó como gerente de finanzas y administración en la eléctrica Pehuenche.
Luego fue subgerente de finanzas de Endesa Chile entre 1991 y 1995, gerente de finanzas entre 1995 y 1996, gerente de la división corporativa entre 1996 y 1999, y gerente de administración y finanzas entre 1999 y 2002.
De 2002 y 2003 fue gerente corporativo económico, financiero y de inversiones de Enersis, cargo que dejó el último año para asumir como gerente general hasta 2003.
En 2006 pasó a la presidencia de Endesa Chile, cargo que ocupó hasta 2009.
En el ámbito académico se ha desempeñado como profesor en la UCV.